# Proposizione relativa
La proposizione relativa è una particolare costruzione della proposizione subordinata. È in generale introdotta da pronomi relativi (il quale, la quale, i quali, le quali, cui, che, chi) o da avverbi (dove).
Hanno la funzione di predicare una certa qualità intorno ad un elemento (detto "antecedente") della proposizione reggente.

## Relative esplicative e limitative
La proposizione relativa ha una funzione simile a quella degli aggettivi: può infatti avere valore di apposizione o di attributo:
Piero, che è il figlio di Martino, è un bravo ragazzo.
Cerco il figlio di Gianni che è venuto qui ieri, non l'altro.
Si distingue tra questi due casi, parlando rispettivamente di frase relativa esplicativa (o anche appositiva o aggiuntiva) e frase relativa limitativa (o anche attributiva o restrittiva o determinativa). Le esplicative offrono una predicazione integrativa, non indispensabile per esprimere compiutamente il significato dell'antecedente (in questo caso, Piero), e possono essere omesse senza compromettere semanticamente l'enunciato; le limitative trasmettono una determinazione indispensabile per l'individuazione del significato dell'antecedente (in questo caso, Gianni).
Come si nota, la virgola va posta all'inizio e alla fine delle relative esplicative (Latina, che fu fondata nel 1932, è la seconda città del Lazio), mentre non può interporsi tra la reggente e la relativa limitativa (L'uomo che io amo).

## Relative esplicite e implicite
Le relative hanno forma esplicita qualora siano formate con un verbo coniugato:
- Il cane che abbaia non morde
- Giovanni, la cui ragazza ti piace tanto, è felicemente innamorato
- Hanno ucciso Pablo, il quale era stato minacciato in precedenza

Le proposizioni relative implicite vengono invece formate con l'ausilio del participio (presente o passato) o dell'infinito (introdotto da "a" o "da" oppure da un pronome relativo):
- Participio:
  - Invitiamo alla seduta tutti i soci aventi diritto di voto (=che hanno diritto di voto)
  - Possono votare tutti i soci arrivati prima delle sedici (=che sono arrivati prima delle sedici)
- Infinito:
  - Questa è la maglia da cambiare (= che va cambiata)
  - Sono stato il primo a notare l'accaduto (= che ha notato)
  - Tutti hanno bisogno di qualcuno di cui fidarsi (= del quale possano fidarsi)
  - Sto cercando qualcuno (a) cui affidare il mio gatto durante le mie vacanze (= al quale io possa affidare)

Le forme del participio andranno accordate per genere e numero al nome.

## Relative improprie
Esistono delle proposizioni relative improprie, dato che indicano un desiderio o una condizione, e che per questo vengono formate con il congiuntivo:
- Andrea chiamò degli artisti che dipingessero dei quadri

## Relative, consecutive, oggettive
La proposizione relativa non va confusa con quella consecutiva e con l'oggettiva, nelle quali che funge da congiunzione e non da pronome relativo:
- Era talmente triste che piangeva.
- So che piangeva.